# Odontochodaeus maxillosus
Odontochodaeus maxillosus là một loài bọ cánh cứng trong họ Ochodaeidae. Loài này được Fairmaire miêu tả khoa học đầu tiên năm 1868.